# Khornabudji
Khornabuji (in georgiano ხორნაბუჯი?), chiamata anche Castello della regina Tamara, è un'antica fortezza della Georgia. Si trova nella municipalità di Dedoplistskaro, in Cachezia. Le sue rovine sorgono sull'imponente roccia della catena montuosa del Tsiv-Gombori. Fu costruita probabilmente alla fine del I millennio a.C. e rappresentò l'unica fortezza usata per controllare le valli dei fiumi Iori e Alazani.
Nelle vicinanze della fortezza si trovano i siti archeologici di alcuni antichi insediamenti conosciuti anche dal noto geografo greco Strabone. Nel V secolo, durante il regno di Vakhtang I d'Iberia, Khornabudji era uno dei più importanti centri della Cachezia. Nel VI secolo fu conquistata dai Sasanidi. Nel XIII secolo, secondo alcune fonti, il castello fu ricostruito per volere della regina Tamara. L'insediamento cadde in rovina nel XVII secolo a causa dell'invasione persiana condotta dallo scià Abbas I. Successivamente il re di Kartli-Kakheti Eraclio II fece ricostruire il castello, ma l'insediamento non fu rinnovato.

## Galleria d'immagini

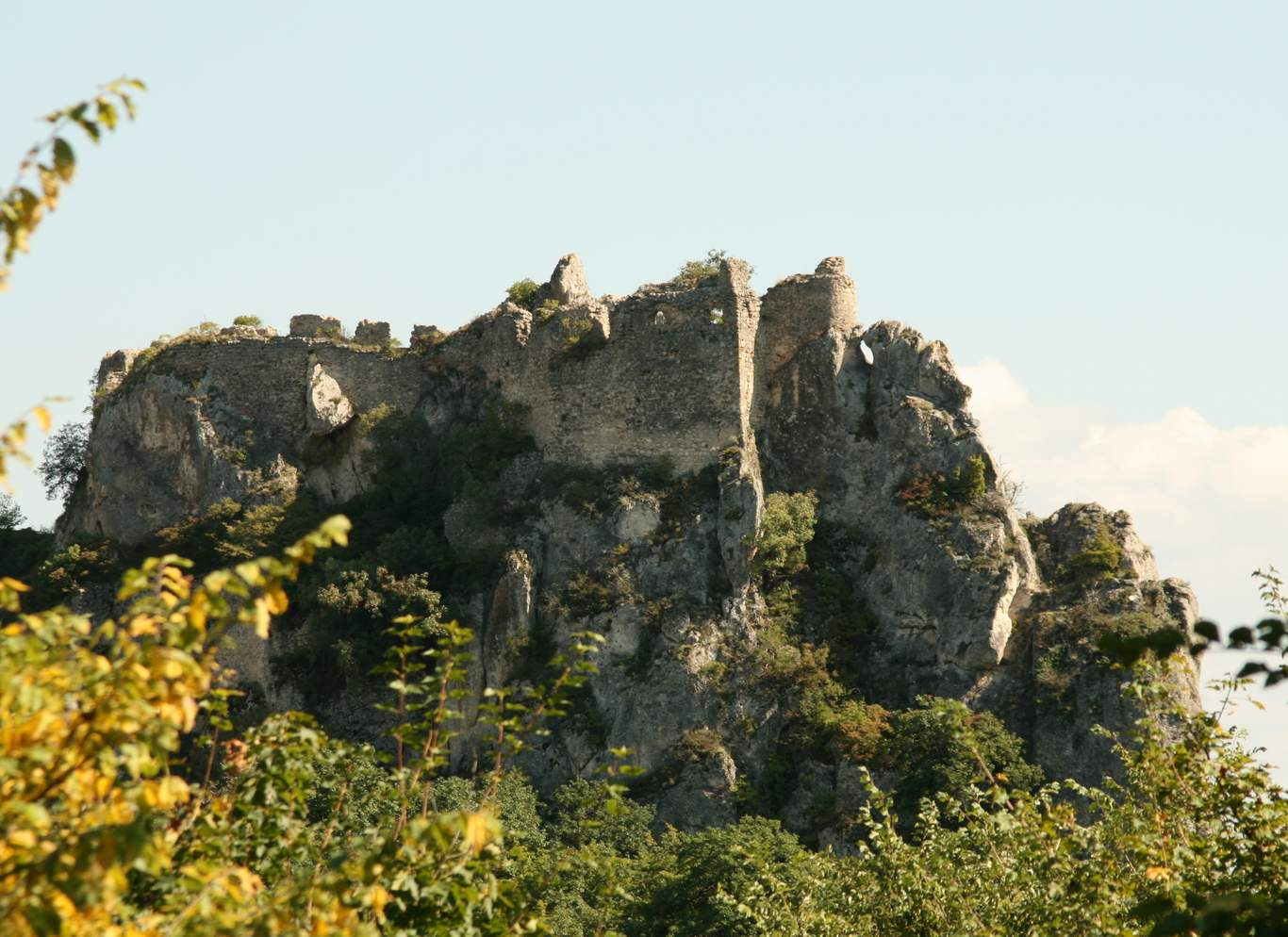
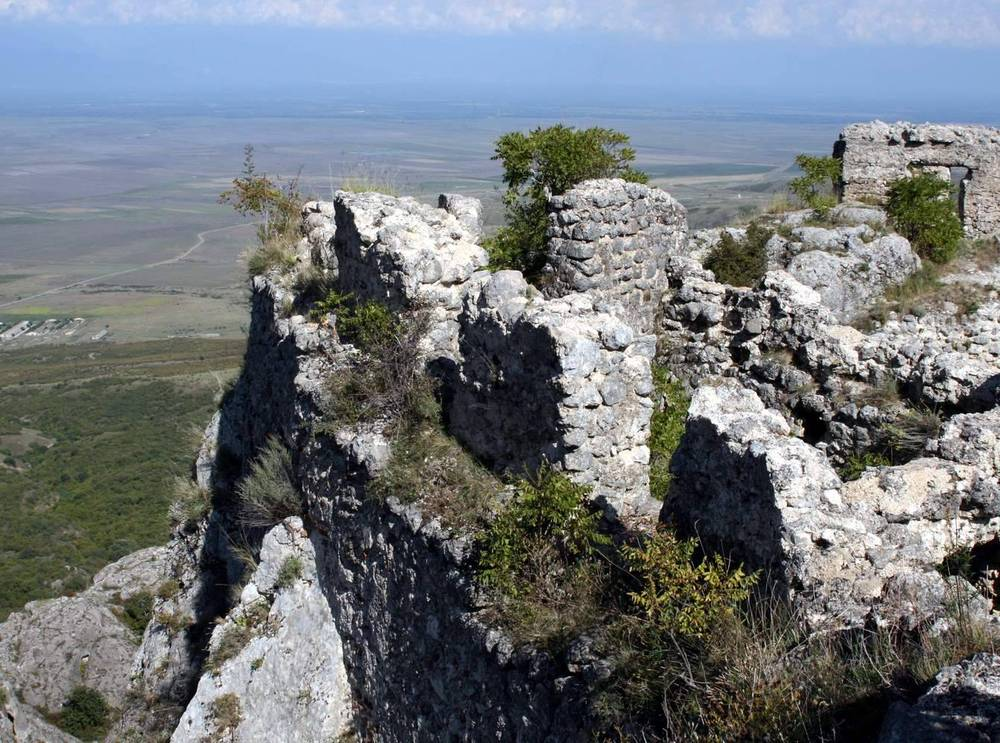
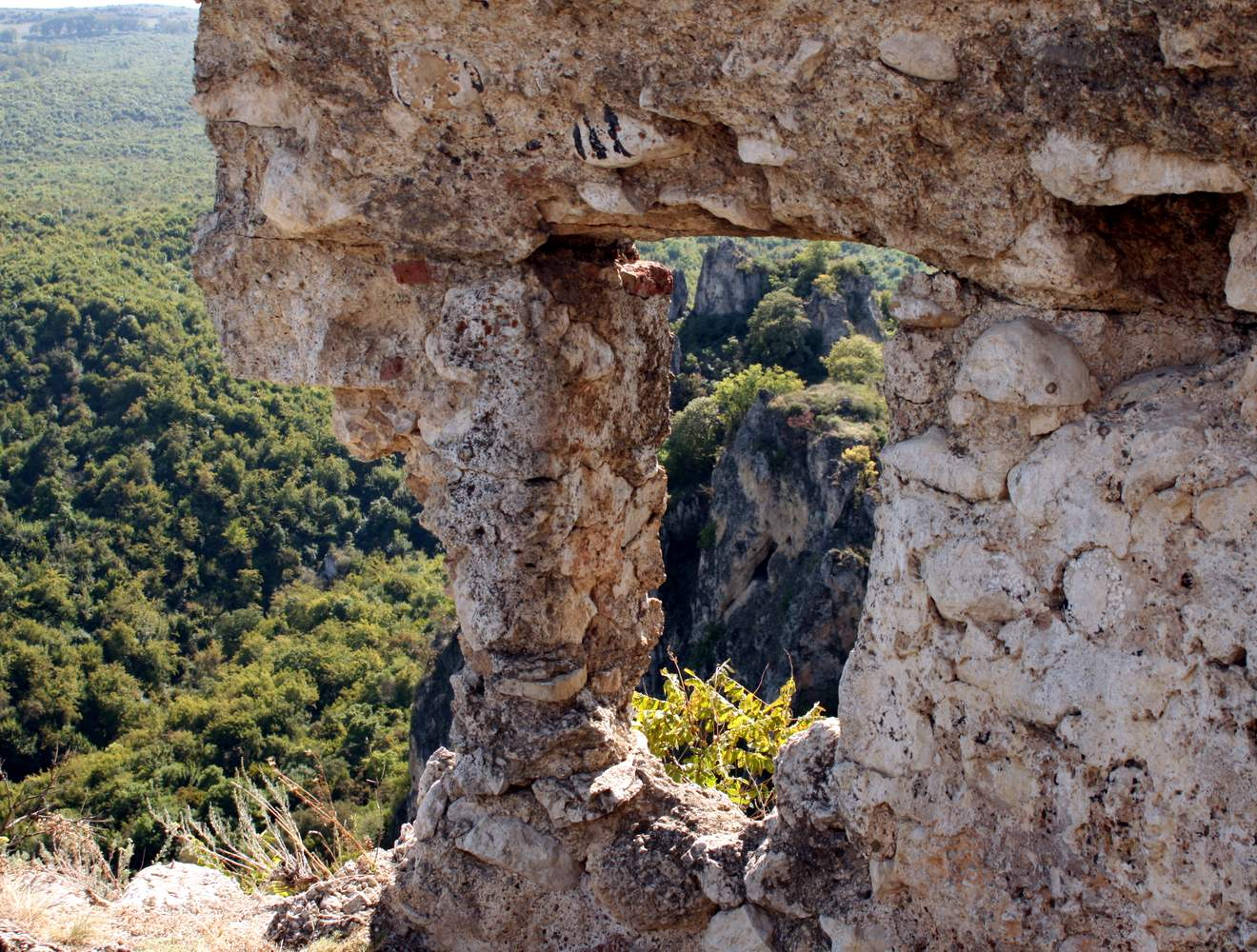